# Teharje
Teharje (pronuncia [ˈteːxaɾjɛ]) è un insediamento (naselje) di 256 abitanti, della municipalità di Celje nella regione della Savinjska in Slovenia.
L'area faceva tradizionalmente parte della regione storica della Stiria, ora invece è inglobata nella regione della Savinjska.
La chiesa è dedicata a San Martino.

## Storia
Le prime notizie del paese risalgono al 1362.

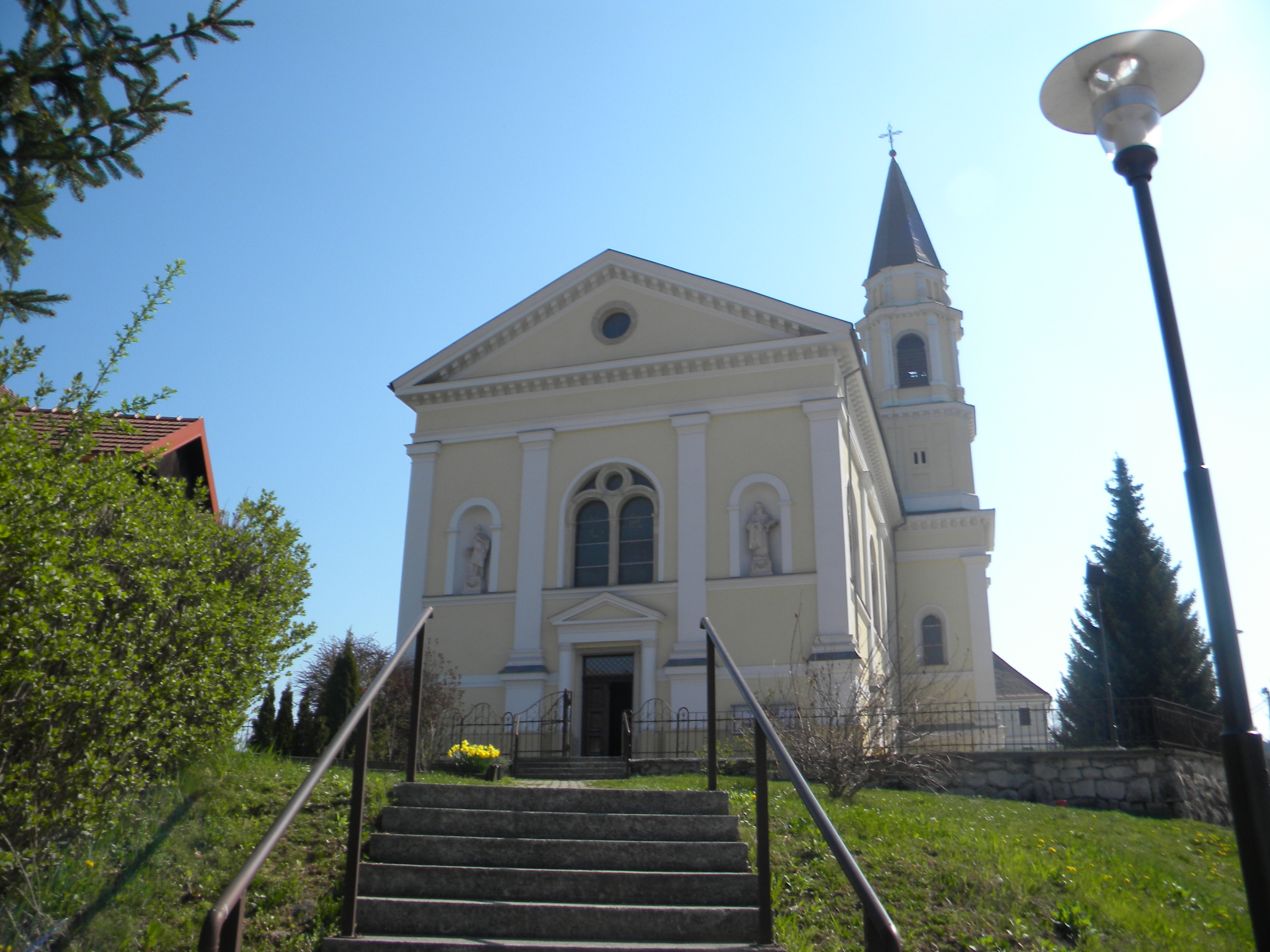
La chiesa di San Martino